# Microsoft Bob
Microsoft Bob era un prodotto di Microsoft, distribuito nel marzo 1995, progettato per diventare un'interfaccia alternativa al desktop di Microsoft Windows 3.1 e 95, in sostituzione del Program Manager e dell'Explorer.
Il software si basava sulla rappresentazione di un ambiente casalingo, che secondo la progettista Melinda French doveva essere più semplice da comprendere per l'utente. Infatti la schermata iniziale di una porta per effettuare il login, un salotto come ambiente principale e un fedele assistente come il cane Rover davano accesso alle varie applicazioni tramite delle metafore come il calendario, la rubrica degli indirizzi, e via dicendo. Tuttavia non ebbe successo nelle vendite, ed infatti è generalmente considerato il prodotto meno riuscito di Microsoft.

## Storia
Microsoft Bob venne distribuito a partire dal marzo 1995, (prima del rilascio di Windows 95), anche se venne pubblicizzato ampiamente prima di quella data con il nome in codice "Utopia". A capo del progetto di Bob vi era Karen Fries, una ricercatrice Microsoft. Il design si basava su una ricerca dei professori Clifford Nass e Byron Reeves della Stanford University. Melinda Gates, moglie di Bill Gates, venne designata come marketing manager del prodotto. Microsoft inizialmente acquistò il dominio bob.com dal tecnico dell'area di Boston, Bob Antia, ma successivamente lo scambiò con Bob Kerstein in cambio del dominio windows2000.com.

## Il sistema

Uno screenshot della "family room" area di Microsoft Bob, incluso l'assistente Rover.

Bob includeva alcuni applicativi da ufficio, per esempio un'applicazione finanziaria ed un applicativo da scrittura. L'interfaccia utente era programmata per rendere semplice l'esperienza di navigazione per i novizi del computer.
Similmente ad altri prodotti di grafica degli esordi come Jane, l'interfaccia principale era disegnata come l'interno di una casa, con differenti stanze corrispondenti a vere stanze del mondo reale come la cucina o il soggiorno. Ogni stanza contiene decorazioni e mobili, ma anche icone che rappresentano applicazioni. Bob offre agli utenti la possibilità di personalizzare l'intera abitazione. L'utente ha controllo completo nel decorare ogni stanza, e può aggiungere, rimuovere o riposizionare gli oggetti. L'utente può anche aggiungere o eliminare stanze della casa e cambiare la destinazione di ogni porta. Una delle funzioni permette anche di modificare lo stile di arredamento di ogni stanza e mobilio, per esempio contemporaneo o postmoderno.
Le applicazioni all'interno di Bob erano rappresentate come decorazioni delle stanze virtuali - per esempio, cliccando sull'orologio era possibile aprire il calendario, mentre cliccare su un foglio bianco veniva aperto il software di video scrittura. L'utente poteva anche aggiungere collegamenti alle applicazioni installate nel pc. Queste applicazioni potevano essere rappresentate in vario modo, per esempio quadri alle pareti o scatole.
Rilasciato nel momento in cui internet stava diventando popolare, Bob offriva un client di posta attraverso il quale l'utente poteva iscriversi a MCI Mail, un sistema di posta dial-up.  Il prezzo era di $5.00 al mese per poter inviare fino a 15 mail ogni mese. Ogni mail aveva un limite di 5000 caratteri, ogni mail aggiuntiva oltre le 15 aveva il costo addizionale di 45 centesimi. Un numero gratuito doveva essere chiamato per configurare l'account.
Bob includeva "Assistenti", personaggi animati disegnati per aiutare l'utente nella navigazione della casa virtuale o per effettuare determinati compiti sia nell'interfaccia principale sia nelle applicazioni incluse.
Bob conserva ancora oggi un ristretto numero di appassionati di abandonware.

## Gli assistenti
Gli assistenti interattivi di Bob portarono successivamente agli assistenti che sono inclusi in molti prodotti Microsoft recenti. Come Bob e i suoi, tuttavia, questi componenti sono spesso malvisti dagli utenti, tanto che una delle domande rivolte più di frequente all'Assistenza Clienti Microsoft è proprio come disattivarli. A dimostrazione dell'istinto per il marketing della Microsoft, una delle pubblicità più diffuse di Office XP è stata basata su come disabilitare Clippy e gli altri assistenti di Office, pur continuando ad essere disponibili fino alla versione 2007 di Office, se attivati.
In effetti, molti degli assistenti di Bob sopravvissero fino a Windows XP come ad esempio:
- il cane Rover è molto simile a quello che appare durante la ricerca di file o cartelle su Windows XP
- la facciona di Bob è un'icona di Windows Live Messenger
- Will, il fumetto di William Shakespeare, e la palla rossa sono alcuni assistenti di Office
- le animazioni di Rover che hanno ispirato un altro assistente, Rex.

## Gateway 2000 Edition
Un'edizione di Microsoft Bob venne inserita nel computer Gateway 2000 intorno al 1995. La Gateway Edition conteneva il logo Gateway nella schermata di login insieme a stanze e sfondi addizionali non visti nella versione originale. Una stanza aggiuntiva era l'attico, che conteneva lo scatolone di un computer Gateway 2000. Oltre ad altre stanze erano presenti altre icone che apparivano all'interno delle nuove stanze.

## Accoglienza ed eredità
Bob fu uno dei più grossi fallimenti della Microsoft. Nonostante sia stato dismesso prima del rilascio di Windows 95, Microsoft Bob continuò ad essere criticato pesantemente nelle recensioni e nei media. Nel 2017, Melinda Gates concordava che questo software "necessitava di computer più potenti di quelli che la maggior parte delle persone possedeva".
Bob ottenne la settima posizione nella lista, stilata dalla rivista PC World, tra i 25 peggiori prodotti tecnologici di tutti i tempi, il primo posto come peggior prodotto del decennio su CNET.com, e venne elencato nella lista delle 50 peggiori invenzioni pubblicata dalla rivista Time, che lo definì "eccessivamente carino" e un "sistema operativo creato attorno a Clippy". L'allora dirigente Microsoft Steve Ballmer nel parlare di Bob lo usò come un esempio nel quale "noi decidiamo di non aver avuto successo e ci fermiamo".
Raymond Chen, un dipendente di Microsoft, scrisse in un articolo che una copia criptata di Bob era inclusa all'interno del CD di installazione di  Windows XP per rendere più difficoltoso il download e la copia illegale del disco. Il giornalista, esperto di tecnologia, Harry McCracken definì la storia "una leggenda deliziosamente urbana" e notò somiglianze con il pesce d'aprile secondo cui Bob era nascosto all'interno di Windows Vista.
Rover, la mascotte del software a forma di cane, riapparve nella funzione di File Search di Windows XP.
Il carattere tipografico Comic Sans fu creato per Microsoft Bob, senza però venire usato.